# Tetrablemma helenense
Tetrablemma helenense là một loài nhện trong họ Tetrablemmidae.
Loài này thuộc chi Tetrablemma. Tetrablemma helenense được Benoit miêu tả năm 1977.